# 凯氏隐蜂鸟
，是雨燕目蜂鸟科的一种鸟类。
凯氏隐蜂鸟体重约5.03克，翼长约60.7毫米，嘴峰长约37.1毫米，喙宽度约2.3毫米，喙厚度约2.1毫米，跗蹠长约5.8毫米，尾长约65.3毫米。凯氏隐蜂鸟在其分布区内为留鸟，其栖息在密集的高大树木组成的森林中，食性为草食性，主要食物来源是植物的花蜜。
凯氏隐蜂鸟分布于秘鲁安第斯山脉东坡的山脚下。该物种是单型物种，没有亚种分化。